# Instituto Rubio
El Instituto Rubio (también conocido como Clínica de la Moncloa o, por su nombre más completo, Instituto de Terapéutica Operatoria) fue una institución creada por Federico Rubio y Galí para la enseñanza de las técnicas operatorias, y ubicada desde el año 1896 en la zona de la Ciudad Universitaria de Madrid. Fue génesis de especialidades como: cirugía, ginecología, urología y otorrinolaringología y otras. La demolición de su sede, al estar en pleno frente de la batalla de Madrid durante la Guerra Civil, causó su completa desaparición. En 1955 se construyó en su lugar la Clínica de la Concepción.

## Historia
Federico Rubio creó inicialmente la Escuela Libre de Medicina y Cirugía de Sevilla. En 1873 crea un laboratorio de Histología. En 1876 suscribe dos acciones de la recién creada Institución de Enseñanza (31 de mayo) y participa como ponente en su primer curso organizado de conferencias, sobre 'La Ciencia y el Arte'. En 1880 funda el Instituto de Terapéutica operatoria en el Hospital de la Princesa en Madrid, con el objeto de impulsar la enseñanza de las especialidades quirúrgicas. El Instituto de Terapéutica Operatoria de Moncloa, más tarde Instituto Rubio, continuador del de La Princesa, se comienza a gestar como proyecto a mediados del año 1894. En 1896 se inicia la construcción del edificio con el diseño del arquitecto Manuel Martínez Ángel. El lema del Instituto fue «Todo para el enfermo, y cuanto más necesitado más atendido»,.
Durante la batalla de la Ciudad Universitaria de Madrid el edificio sufrió numerosos daños y fue declarado en ruina en 1939.